# Lena + Orup
Lena + Orup var ett samarbete av de svenska popartisterna Lena Philipsson och Orup (Thomas Eriksson).
Inför 2004 inledde dessa två ett samarbete, där Orup skrev låtar åt Lena Philipsson. Bland annat kom melodin "Det gör ont", som Lena Philipsson framförde då den vann Melodifestivalen 2004. Orup skrev sedan musik till Lena Philipssons album Det gör ont en stund på natten men inget på dan (2004) och Jag ångrar ingenting (2005). Orup själv släppte 2006 även det egna albumet Faktiskt. 2008 släppte de det gemensamma albumet Dubbel.
Premiären för deras krogshow skedde på Chinateatern den 27 januari 2007, och efter uppehåll pågick den sedan återigen 27 september-15 december 2007. 25 januari-10 maj 2008 hölls den på Rondo i Göteborg.
Under perioden 3 oktober-5 december 2008 turnerade de runtom i Sverige, tillsammans med ett sjumannaband och två dansare.

## Diskografi

### Album
- Dubbel - 2008

### Singlar
- Nu når du gått - 2008 (digital singel)

## Melodier på Svensktoppen
- Nu när du gått - 2008
- Fem minuter i himmelen - 2009

## Turnéplan 2008
- 3 oktober 2008 - Löfbergs Lila, Karlstad
- 4 oktober 2008 - Cloetta Center, Linköping
- 10 oktober 2008 - Arenan, Skövde
- 11 oktober 2008 - Rosvalla Eventcenter, Nyköping
- 14 oktober 2008 - Konserthuset, Jönköping
- 16 oktober 2008 - Sporthallen, Sundsvall
- 18 oktober 2008 - Gammliahallen, Umeå
- 23 oktober 2008 - Pontushallen, Luleå
- 25 oktober 2008 - Swedbank Arena, Örnsköldsvik
- 30 oktober 2008 - Lisebergshallen, Göteborg
- 1 november 2008 - Agnebergshallen, Uddevalla
- 5 november 2008 - Sparbankshallen, Varberg
- 7 november 2008 - Louis de Geer-hallen, Norrköping
- 12 november 2008 - Bombardier Arena, Västerås
- 15 november 2008 - Ejendals Arena, Leksand
- 19 november 2008 - Baltiska hallen, Malmö
- 21 november 2008 - Teleborgshallen, Växjö
- 28 november 2008 - Telenor Arena, Karlskrona
- 2 december 2008 - Cirkus, Stockholm
- 5 december 2008 - Conventum Arena, Örebro